# Der Mann mit den drei Frauen
Versions successives
Personnages
- Matthäus Scheichelreuther, le joyeux paysan (ténor ou baryton)
- Stefan Scheichelreuther, son fils (ténor)
- Annamirl Scheichelreuther, la fille de Matthäus (soubrette)
- Lindoberer, un riche paysan (comique chanteur)
- Vincenz, son fils (ténor-bouffon)
- Lisi la rousse, vachère chez le fermier Scheichelreuther (soprano)
- Heinerle, deren Sohn (Sopran oder alto)
- Geheimrat von Grunow (baryton)
- Viktoria, sa femme (alto)
- Horst, fils des deux précédents, lieutenant dans les hussards (baryton)
- Friederike, sa sœur (soprano)
- Zopf, un policier (comique chanteur)
- Trois gars (deux ténors et un basse)
- Raudaschl et Endletzhofer, deux paysans (acteurs)
- Franz, un serviteur (acteur)
- Toni, une femme de chambre (actrice)

Airs
- Heinerle, Heinerle, hab’ kei Geld
- Und ich trag’ a Zipfelhaub’n
- Hollodrioh, Rekruten sind wir vier!
- Morgen muss ich fort von hier
- Jeder tragt sei Pinkerl und steht oft im Winkerl
- Ist man auch ein Bauer

Der Mann mit den drei Frauen (titre de l'adaptation française Trois amoureuses) est une opérette de Franz Lehár sur un livret de Julius Bauer, créée en 1908 à Vienne.

## Argument
Hans Zipser, directeur général et guide touristique d'une agence de voyage à Vienne, vit à Vienne avec sa femme Lori. En même temps, cependant, il a aussi une maîtresse à Paris et une autre à Londres. Il vient souvent dans ces villes pour affaires et, à ces occasions, il y retrouve la maîtresse. À Paris, c'est Coralie, une ancienne danseuse de ballet, et à Londres, c'est Olivia, une hôtelière. Son patron, le baron Hühneberg, est très intéressé par la femme de Zipser, Lori. Mais elle le rejette sous prétexte qu'elle est déjà mariée. Hühneberg raconte à Lori la situation de son mari à Paris et à Londres, mais elle ne veut pas y croire. Dans cette situation, Hühneberg fait signer à Lori une déclaration dans laquelle elle s'engage à nouer une relation amoureuse avec lui dès que Hühneberg aura fourni la preuve de l'infidélité de son mari. Entre-temps, Hans s'est de nouveau rendu à Paris, où il rencontre Coralie, qui dirige désormais une école de décence. Commodément, Hans a installé l'antenne parisienne de l'agence de voyages à proximité immédiate de la maison de Coralie. Le baron Hühneberg et Lori ont suivi Hans, Lori doit faire face à la vérité et admettre l'infidélité de son mari. Malgré cela, elle hésite à tenir sa promesse. Hans se rend à Londres et y rencontre son amante Olivia à son hôtel, où il a également créé la succursale de l'agence de voyages. Les choses deviennent vite très serrées pour Hans. Lori, Coralie et le Baron von Hühneberg le suivent à Londres. Les trois femmes se rencontrent et font une scène à Hans. Les choses empirent encore pour lui lorsqu'il apprend que sa femme a signé une déclaration avec Hühneberg. Il est terriblement jaloux. Il parle maintenant de divorce à cause de l'infidélité. Après quelques allers-retours, dans la tradition classique de l'opérette, tout s'améliore. Hans reste avec sa femme.

## Histoire
L'œuvre est bien accueillie par le public. En quatre mois, elle est donnée 82 fois. Pour la première fois, il intègre la musique chinoise dans l'une de ses œuvres scéniques, bien qu'à une échelle modeste. Au fil des ans, cependant, la popularité de cette opérette diminue fortement, repoussées par d'autres succès ultérieurs. Elle est rarement exécutée aujourd'hui.

## Scènes
- N°1 Introduction : Mein Herr, mein Herr ich bitte sehr (Butzi, Chor)
- N°2 Chanson : Strohwitwe sein...Mein Kind so tröst dich doch (Lori, Hans, Butzi)
- N°3 Duo : Bienchen summt nicht mehr ...Ich liebe meine Häuslichkeit (Lori, Hans)
- N°4 Chanson : Das haben die Weiber so gern...Ach der Mann kommt leicht zu Falle (Hans)
- N°5 et 5a Scène : Bitte lesen Sie ..... Rächen, rächen will ich mich (Lori, Baron, Wendelin)
- N°6 Duo dansant : Böser Mann, hör mal an (Lori, Hans)
- N°7 Finale I : Das Lied von der Roten Mühle (tous ceux présents)
- N°8 Introduction (deuxième acte) : Eins, zwei, immer exerzieren (Major)
- N°9 Chanson : Rosen ohne Zahl (Coralie)
- N°10 Valse-duo : Liebchen komm (Coralie, Major)
- N°10a Mélodrame : War das wieder eine schöne Geschichte (Coralie, Lori)
- N°11 Trio : Ich bin eine Frau von Temperament (Lori, Coralie, Hans)
- N°12 Duo : Es wär so schön im Menschenleben (Lori, Hans)
- N°13 Danse et mélodrame : Ach, Rosen ohne Zahl (Coralie, pensionnaires)
- N°13a Scène : Kommt herbei (pensionnaires)
- N°14 Finale II : Szene (tous ceux présents)
- N°14a Intermezzo (orchestre)
- N°15 Couplet : So wird halt jede Nation selig nach ihrer Facon (Hans)
- N°16 Duo dansant : Kenne gar viele Damen (Coralie, Major)
- N°17 Sextet : Mein überzärtliches Gemüt (Lori, Coralie, Olivia, Major, hans, Baron)
- N°18 Finale III : Nun marschieren wir nach Wien (Tous)

## Source de la traduction
- (de) Cet article est partiellement ou en totalité issu de l’article de Wikipédia en allemand intitulé « Der Mann mit den drei Frauen » (voir la liste des auteurs).